# Zond–1
Zond–1  (oroszul: Зонд 1) szovjet mesterséges bolygókutató, a Zond sorozat első tagja, Vénusz-szonda.

## Küldetés
Az űrszondát az OKB-1 (oroszul:  Особое конструкторское бюро) készítette. A küldetés célja a módosított hordozórakéta és űrszonda kipróbálása, a kozmikus tár kutatása, a Vénusz elérése és vizsgálata volt. Segítségével hajtották végre az első távirányított, nagy távolságú (13 millió kilométer) pályamódosítást.

## Jellemzői
1964. április 2-án a Bajkonuri űrrepülőtér egy Molnyija-M hordozórakéta segítségével indították Föld körüli, közeli körpályára. Az orbitális egység parkolópályája 88,47 perces, 64.83 fokos hajlásszögű, elliptikus pálya-perigeuma 187 kilométer, apogeuma 213 kilométer volt. Április 3-án a második kozmikus sebességet elérve indult a Vénusz irányába. Méretei, szerkezete – az első három – Marsz–1 űrszondákhoz hasonló.
1964. május 14-én korrekciós manővert hajtottak végre, hogy minél közelebb kerüljön a Vénuszhoz. A pályamódosítást követően megszakadt a hírkapcsolat. 1964. július 14-én 100 000 kilométernyire megközelítette a Vénuszt, és elrepült mellette. A repülés első hónapjában 60 alkalommal létesítettek kapcsolatot. Az űrszonda a Nap körüli pályán kering. Egy leszálló egységet is vitt magával, amely a légkört, és a felszíni viszonyokat vizsgálta volna. Energiaellátását akkumulátorok és napelemek összehangolt egysége biztosította.  Tömege 890 kilogramm volt. Várható élettartama végtelen. A repülési idő 108 nap volt.

### Külföldi oldalak
- Zond–1. lib.cas.cz. (Hozzáférés: 2012. december 23.)
- description of spacecraft and payload(angolul) Zond–1]. astrolink.de. (Hozzáférés: 2012. december 23.)[halott link]
- Zond–1. astr.cwru.edu. [2012. október 11-i dátummal az A Szovjet Zond program eredetiből archiválva]. (Hozzáférés: 2012. december 23.)

| Elődje: Kezdet | Zond sorozat 1964–1970 | Utódja: Zond–2 |